# Ривалд (Поморське воєводство)
Ривалд (пол. Rywałd, нім. Riewalde) — село в Польщі, у гміні Староґард-Гданський Староґардського повіту Поморського воєводства.
Населення — 711 осіб (2011).
У 1975-1998 роках село належало до Гданського воєводства.

## Демографія
Демографічна структура станом на 31 березня 2011 року:
|          | Загалом | Допрацездатний вік | Працездатний вік | Постпрацездатний вік |
| -------- | ------- | ------------------ | ---------------- | -------------------- |
| Чоловіки | 358     | 100                | 235              | 23                   |
| Жінки    | 353     | 87                 | 224              | 42                   |
| Разом    | 711     | 187                | 459              | 65                   |